# Gordon Hayward
Gordon Daniel Hayward (* 23. März 1990 in Indianapolis, Indiana) ist ein ehemaliger US-amerikanischer Basketballspieler. Er bestritt insgesamt 871 Spiele in der NBA, die meisten für die Utah Jazz.

## Schulzeit und NCAA
Während seiner Schulzeit spielte Hayward neben Basketball auch Tennis. Für seine Schulmannschaft agierte er zunächst als Guard. Wegen eines unerwartet späten Wachstums entwickelte er sich jedoch bald zu einem vielseitigen Flügelspieler mit Guardqualitäten.
Hayward entschied sich zum Wechsel an die Butler University, deren Basketballmannschaft von Brad Stevens trainiert wurde. Er überzeugte in seinem ersten Jahr und gewann die Auszeichnung Horizon League Newcomer of the Year. In seinem Sophomore-Jahr am Butler College wusste Hayward ebenfalls zu überzeugen. Er entwickelte sich zum Starspieler und führte seine Universität entgegen allen Erwartungen bis ins Finale der NCAA Division I Basketball Championship, in dem sie sich der Duke University mit 59:61 knapp geschlagen geben musste. Die NCAA zeichnete Haywards Leistungen mit dem Horizon League Player of the Year und dem NCAA Tournament West Regional MVP aus. Insgesamt bestritt er 69 Spiele für die Hochschulmannschaft, in denen er es auf Mittelwerte von 14,4 Punkten und 7,4 Rebounds brachte.

## NBA

### Utah Jazz (2010–2017)
Gordon Hayward wurde beim NBA-Draft 2010 an neunter Stelle von den Utah Jazz ausgewählt. Das Recht, einen Spieler an dieser Position auszuwählen, erwarben die Jazz bereits im Jahr 2004 von den New York Knicks, auch die Phoenix Suns waren an dem Tausch beteiligt. Hayward war somit der erste Butler-Absolvent in der NBA seit Ralph O’Brien, der 1952/53 spielte. Zu Beginn seiner Rookie-Saison hatte Hayward Probleme, sich in die Rotation der Jazz zu spielen. Dies änderte sich mitten in der Saison, nachdem Headcoach Jerry Sloan sein Amt niederlegte und die Utah Jazz ihren Star-Point Guard Deron Williams zu den New Jersey Nets transferierten.
Unter dem neuen Headcoach Tyrone Corbin spielte sich Hayward zum Saisonende hin in die Startformation. Am letzten Spieltag der 2010/11 Saison gelang ihm beim 107:103-Sieg über die Denver Nuggets mit 34 Punkten ein neuer NBA-Karriererekord.
In seinem zweiten Jahr bei den Jazz etablierte sich Hayward als Starter. Er nahm auch gemeinsam mit seinem Mannschaftskollegen Derrick Favors an der BBVA Rising Stars Challenge für das Team von Charles Barkley teil. Er erreichte erstmals mit den Jazz die Playoffs, jedoch enttäuschte Hayward und erzielte im Schnitt 7,3 Punkte bei einer Trefferquote von 18,2 %. Die Jazz schieden in der ersten Runde sieglos gegen die San Antonio Spurs aus.
Nachdem die Führungsspieler Al Jefferson und Paul Millsap die Jazz im Sommer 2013 verließen, nahm Hayward die Rolle als erste Angriffsoption der Jazz ein. Am 7. Januar 2014 erzielte Hayward beim 112:101-Sieg gegen die Oklahoma City Thunder mit 37 Punkten einen neuen Karriererekord. Er traf dabei 13 seiner 16 Feldwürfe, holte zusätzlich 11 Rebounds und verteilte 7 Vorlagen. Obwohl Hayward viele Spieleanteile erhielt und Karrierebestwerte erzielte, konnte er den Erwartungen nicht gerecht werden, indem er die schlechtesten Wurfquoten seiner bisherigen NBA-Karriere erzielte. Dennoch war er der erste Jazz-Spieler seit Pete Maravich, der mehr als 16 Punkte, 5 Rebounds und 5 Assists pro Spiel auflegte.
Im Sommer 2014 nahm Hayward als sogenannter Restricted Free Agent ein Angebot von den Charlotte Hornets in Höhe von 63 Millionen US-Dollar (verteilt auf vier Jahre) an. Die Jazz hatten drei Tage Zeit, um mit diesen Angebot gleichzuziehen und taten dies schließlich auch. Die Saison 2014/15 lief für Hayward besser. Er verbesserte seine Quoten und führte die Jazz als bester Korbschütze mit 19,3 Punkten pro Spiel an. Die Mannschaft verbesserte sich stark im Vergleich zur Vorsaison, jedoch wurden die Playoffs erneut verpasst.
Die Saison 2015/16 verlief für Hayward und die Jazz ähnlich der vorherigen. Bei gleichbleibenden Leistungen verpasste Hayward mit den Jazz erneut die Playoffs. In der darauffolgenden Saison 2016/17 wurde Hayward nach guten Leistungen und einer guten Bilanz der Jazz erstmals zum NBA All-Star Game eingeladen. Er war damit der erste All-Star der Jazz nach sechs Jahren und seit Deron Williams im Jahre 2011. Am 7. April 2017 gelang Hayward mit 39 Punkten ein neuer NBA-Karriererekord. Mit den Jazz erreichte er in diesem Jahr die Playoffs und erzielte mit 21,9 Punkten pro Spiel in 73 Saisonspiele eine neue Karrierebestmarke. Nachdem sich die Jazz in sieben Spielen gegen die Los Angeles Clippers in der ersten Playoff-Runde durchgesetzt hatten, unterlagen sie in der folgenden Runde sieglos den Golden State Warriors.

### Boston Celtics (2017–2020)
Haywards Vertrag bei den Jazz lief im Sommer 2017 aus. Daher boten diese ihm eine Vertragsverlängerung an, allerdings wurde er auch von den Boston Celtics und Miami Heat stark umworben. Den Zuschlag erhielten schließlich die Celtics, bei denen Hayward einen 128 Millionen US-Dollar schweren Vierjahresvertrag unterschrieb. Dort spielt er wieder unter Trainer Brad Stevens, der ihn bereits an der Butler University betreut hatte. In seinem ersten Spiel für die Celtics am 17. Oktober 2017 erlitt Hayward in der sechsten Spielminute einen Bruch des linken Unterschenkels und eine Dislokation des Knöchels und fiel damit für den Rest der Hauptrunde aus.
Nach der Rückkehr aus der Verletzungspause bestritt Hayward in der Saison 2018/19 72 Saisonspiele. Er konnte jedoch nicht an seine Leistungen aus Jazz-Zeiten anknüpfen und kam nur auf 11,5 Punkte im Schnitt, was den schlechtesten Wert seit seinem zweiten Profijahr bedeutete.
Zu Beginn der Saison 2019/20 stellte Hayward am 5. November 2019 beim Sieg über die Cleveland Cavaliers einen neuen Karriererekord von 39 Punkten auf. Am 9. November 2019 verletzte er sich im Spiel gegen die San Antonio Spurs an der linken Hand, womit er den Celtics mehrere Wochen fehlte. Hayward konnte die Saison nahezu verletzungsfrei zu Ende spielen und kam auf 17,5 Punkte, 6,7 Rebounds und 4,1 Assists pro Spiel.

### Charlotte Hornets (2020–2024)
Nach vier Jahren bei den Celtics stieg Hayward im November 2020 aus seinem Vertrag mit den Celtics vorzeitig aus und verzichtete auf 34 Millionen US-Dollar. Wenige Tage später unterzeichnete Hayward einen 120 Millionen US-Dollar dotierten Vierjahresvertrag bei den Charlotte Hornets. Am 7. Januar 2021 gelang Hayward mit 44 Punkten gegen die Atlanta Hawks eine neue NBA-Karrierebestmarke.

### Oklahoma City Thunder (2024)
Im Februar 2024 wurde Hayward im Rahmen eines Spielertauschs an die Mannschaft Oklahoma City Thunder abgegeben. Hayward spielte in Oklahoma Citys Angriff eine untergeordnete Rolle, so dass er in den verbleibenden 26 Saisonspielen 5,3 Punkte pro Spiel erzielte. In sieben Playoffspielen für die Thunder, in denen er zum Einsatz kam, gelangen ihm keine Punkte. Anfang August 2024 gab Hayward seinen Rücktritt vom Leistungsbasketball bekannt.

## Nationalmannschaft
2009 gewann Hayward mit der US-Nationalmannschaft die U19-Basketball-WM in Neuseeland. Er wurde dabei in das All-Tournament-Team gewählt. Hayward gehörte zum erweiterten Kader der amerikanischen Basketballnationalmannschaft für die Basketball-WM 2014. Er schaffte jedoch den Sprung in das endgültige Aufgebot nicht. 2016 gehörte er zu den Spielern, die zu den Olympischen Spielen 2016 fahren sollten, jedoch lehnte Hayward eine Teilnahme aus familiären Gründen ab.

## Sonstiges
Hayward ist verheiratet und hat vier Kinder. Er hat eine Zwillingsschwester. An der Butler Universität studierte Hayward Technische Informatik, brach das Studium jedoch zugunsten der NBA-Karriere ab. Er ist zudem ein leidenschaftlicher Computerspieler und spielte schon in der IGN Pro League. Einige Spiele, die er bevorzugt spielt, sind Starcraft II sowie League of Legends.

## Erfolge und Auszeichnungen
- NBA All-Star: 2017

## Statistiken

### Hauptrunde
| Saison   | Team                 | GP  | GS  | MPG  | FG % | 3P % | FT % | RPG | APG | SPG | BPG | PPG  |
| -------- | -------------------- | --- | --- | ---- | ---- | ---- | ---- | --- | --- | --- | --- | ---- |
| 2010–11  | Utah                 | 72  | 17  | 16.9 | .485 | .473 | .711 | 1.9 | 1.1 | 0.4 | 0.3 | 5.4  |
| 2011–12  | Utah                 | 66  | 58  | 30.5 | .456 | .346 | .833 | 3.5 | 3.1 | 0.8 | 0.6 | 11.8 |
| 2012–13  | Utah                 | 72  | 27  | 29.2 | .435 | .415 | .827 | 3.1 | 3.0 | 0.8 | 0.5 | 14.1 |
| 2013–14  | Utah                 | 77  | 77  | 36.4 | .413 | .305 | .816 | 5.1 | 5.2 | 1.4 | 0.5 | 16.2 |
| 2014–15  | Utah                 | 76  | 76  | 34.4 | .445 | .364 | .812 | 4.9 | 4.1 | 1.4 | 0.4 | 19.3 |
| 2015–16  | Utah                 | 80  | 80  | 36.2 | .433 | .349 | .824 | 5.0 | 3.7 | 1.2 | 0.3 | 19.7 |
| 2016–17  | Utah                 | 73  | 73  | 34.5 | .471 | .398 | .844 | 5.4 | 3.5 | 1.0 | 0.3 | 21.9 |
| 2017–18  | Boston               | 1   | 1   | 5.0  | .500 | .000 | .000 | 1.0 | 0.0 | 0.0 | 0.0 | 2.0  |
| 2018–19  | Boston               | 72  | 18  | 25.9 | .466 | .333 | .834 | 4.5 | 3.4 | 0.9 | 0.3 | 11.5 |
| 2019–20  | Boston               | 52  | 52  | 33.5 | .500 | .383 | .855 | 6.7 | 4.1 | 0.7 | 0.4 | 17.5 |
| 2020–21  | Charlotte            | 44  | 44  | 34.0 | .473 | .415 | .843 | 5.9 | 4.1 | 1.2 | 0.3 | 19.6 |
| 2021–22  | Charlotte            | 49  | 48  | 31.9 | .459 | .391 | .846 | 4.6 | 3.6 | 1.0 | 0.4 | 15.9 |
| 2022–23  | Charlotte            | 50  | 50  | 31.5 | .475 | .325 | .811 | 4.3 | 4.1 | 0.8 | 0.2 | 14.7 |
| 2023–24  | Charlotte / Oklahoma | 51  | 28  | 24.4 | .464 | .411 | .742 | 3.5 | 3.1 | 0.8 | 0.3 | 9.8  |
| Gesamt   | Gesamt               | 835 | 649 | 30.7 | .455 | .370 | .822 | 4.4 | 3.5 | 1.0 | 0.4 | 15.2 |
| All-Star | All-Star             | 1   | 0   | 17.3 | .571 | .000 | —    | 1.0 | 2.0 | 4.0 | 0.0 | 8.0  |

### Playoffs
| Saison  | Team     | GP | GS | MPG  | FG % | 3P % | FT %  | RPG | APG | SPG | BPG | PPG  |
| ------- | -------- | -- | -- | ---- | ---- | ---- | ----- | --- | --- | --- | --- | ---- |
| 2011–12 | Utah     | 4  | 4  | 30.8 | .182 | .083 | 1.000 | 2.8 | 3.0 | 0.8 | 0.0 | 7.3  |
| 2016–17 | Utah     | 11 | 11 | 37.4 | .441 | .412 | .934  | 6.1 | 3.4 | 0.9 | 0.3 | 24.1 |
| 2018–19 | Boston   | 9  | 0  | 29.7 | .414 | .375 | 1.000 | 4.0 | 2.4 | 0.7 | 0.3 | 9.6  |
| 2019–20 | Boston   | 5  | 1  | 31.4 | .400 | .292 | .875  | 4.0 | 2.8 | 1.4 | 0.4 | 10.8 |
| 2023–24 | Oklahoma | 7  | 0  | 6.6  | .000 | —    | —     | 1.9 | 0.4 | 0.1 | 0.1 | 0.0  |
| Gesamt  | Gesamt   | 36 | 16 | 27.9 | .401 | .352 | .950  | 4.1 | 2.4 | 0.8 | 0.3 | 12.1 |